# Hydropsyche scudderi
Hydropsyche scudderi is een fossiele soort schietmot uit de familie Hydropsychidae.